# Saarijärvi (sjö i Finland, Kajanaland, lat 64,48, long 29,42)
Saarijärvi är en sjö i Finland. Den ligger i kommunen Kuhmo i landskapet Kajanaland, i den centrala delen av landet, 500 km nordost om huvudstaden Helsingfors. Saarijärvi ligger 203,1 meter över havet. Arean är 61,5 hektar och strandlinjen är 7,26 kilometer lång. Sjön  ingår i Uleälvens huvudavrinningsområde. 